# Aleid ter Poorten
Aleid ter Poorten (geboren um 1399 in Deventer; gestorben 14. Februar 1452 in Diepenveen) war eine niederländische Ordensfrau im Kloster Diepenveen.

## Leben
Aleid ter Poorten wurde um 1399 in Deventer geboren. Sie war die jüngste Tochter des Stadtrates von Deventer Johan ter Poorten (gestorben 1423) und Lutgerd (gestorben vor 1432). Sie hatte zwei Schwestern Geertruid und Swene, die ebenfalls ins Kloster Diepenveen eintraten. Ihre Eltern engagierten sich stark in der Bewegung der Devotio moderna.
Im sogenannten „Manuskript D“ des Schwesternbuches von Diepenveen, welches vom Rektor des Meester-Geertshuis in Deventer, Johannes Brinckerick, verfasst wurde, ist eine kurze Beschreibung ihres Lebens vor dem Eintritt ins Kloster aufgezeichnet. Danach wuchs Aleid in einer frommen Familie auf. Ihre Eltern waren durch die Predigten von Geert Grotes stark beeinflusst. Er war der spirituelle Führer der Bewegung der Devotio moderna. Es wird betont, dass sie trotz der herausragenden Stellung des Vaters ein zurückgezogenes Leben führten. Aleids ältere Schwestern Swene und Geertruid traten dem Kloster Diepenveen bei, das 1401 auf Grotes Initiative hin gegründet worden war, und gehörten 1408 zur ersten Gruppe der Novizinnen.
Aleid ter Poorten heiratete im Jahr 1410, als sie erst elf Jahre alt war, den Goldschmied, Bankier und Münzmeister des dänischen Königs Erik VII. Gerrit Comhaer (gestorben 1415), einen Witwer aus Deventer, der seit mehreren Jahren in Dänemark lebte. Vermutlich hatte die Familie durch Geert Groote Kontakt, da auch Comhaer selbst engagiert war. Brinckerinck beschreibt ihn als „guten Menschen“. Kurz vor der Hochzeit zog Gerrit Comhaer von Kopenhagen nach Lund in Südschweden, wo sich der König oft aufhielt. Er kehrte 1410 kurz nach Deventer zurück, „um zu sehen, wie es seiner Frau und seinen Freunden ging“, und kehrte dann nach Schweden zurück. Aleid ter Poorten folgte ihm. Sie blieb nur wenige Jahre in Lund, wo sie in höchsten Kreisen verkehrte.
Nach dem Tod von Gerrit Comhaer im Dezember 1415 kehrte Aleid auf Drängen ihres Vaters nach Deventer zurück. Sie wurde von ihrer Mutter Lutgerd abgeholt. Wahrscheinlich war sie mit dieser Veränderung nicht ganz zufrieden. Sie war inzwischen an ein freies und weltliches Leben gewöhnt und musste nun zu ihren frommen und bescheidenen Eltern zurückkehren. Nach dem Tod ihres Vaters Johan im Jahr 1423 scheinen Aleid und ihre Mutter einander näher gekommen zu sein.

## Eintritt ins Kloster Diepenveen
Politische-religiöse Konflikte erreichten Deventer im Jahr 1427. Nach dem Tod des Bischofs von Utrecht wurde von weltlicher Seite Rudolf von Diepholz und von kirchlicher Seite Zweder van Culemborg zu seinem Nachfolger ernannt. In der Schlacht erließ dieser ein kirchliches Interdikt gegen Deventer, das den ersten Kandidaten unterstützte. Dadurch wurden die Bürger von der Kirchengemeinschaft und von den Sakramenten ausgeschlossen. Aleid und ihre Mutter wurden gezwungen, die Stadt zu verlassen. Sie zogen in das Kloster in Diepenveen, wo Aleids Schwestern lebten und ihr Vater Johan begraben war. Sie wohnten nicht im geschlossenen Kloster selbst, sondern im Landhaus.
Nachdem Lutgerd 1427 erkrankt war, war ihr letzter Wunsch die Aufnahme ins Kloster. Drinnen machte sie sich Sorgen um ihre Tochter außerhalb der Mauern, weil sie befürchtete, dass diese zu ihren Freunden nach Deventer gehen und ein zu weltliches Leben führen würde. Aleid folgte ihr, auf ihr Drängen ebenfalls ins Kloster und blieb auch nach dem Tod ihrer Mutter dort, obwohl das Klosterleben ihr nicht lag. Sie legte am 25. März 1432 ihr Gelübte ab, wurde jedoch eine „Konvertitin“. Als Laienschwester war sie nicht verpflichtet alle Gottesdienste zu besuchen und musste weniger Zeit mit Beten verbringen, dafür verrichtete sie praktische Arbeit. Mit ihr lebten etwa einhundert bis einhundertfünfzig Schwestern und Novizinnen im Kloster. Es war durch Spenden der Gläubigen reich ausgestattet, dennoch lebten die Bewohnerinnen in Einfachheit und Askese. Aleid ter Poorten hätte sich, so schrieb Brinckerincks, schließlich der vorherrschenden Mentalität von Fleiß und Frömmigkeit angepasst. Als die Schwestern sie einmal fragten, ob sie spazieren gehen wolle, antwortete sie, dass sie das nicht könne, „weil sie ihren Lebensunterhalt verdienen müsse“. Auf den Einwand der Schwestern, sie habe dem Kloster bereits viel Geld gespendet, antwortete sie: „Das sei Gottes Wille und sie sei nun genauso arm wie die anderen.“ Es ist übrigens nicht so, dass Aleid dem Kloster direkt Geld gegeben hätte. Ihr Stiefsohn Gozewijn Comhaer, später Bischof in Island, spendete dem Kloster eine Geldsumme, einen Kelch und einige andere Gegenstände aus dem Nachlass von Aleids Ehemann, seinem Vater.
Über Aleid ter Poorten wurde im Schwesternbuch festgehalten, dass sie unterwürfig, demütig und gehorsam war. Während der Krankheit, an der sie schließlich starb, hatte sie oft schlechte Träume. Ihr wurde geraten, „ihren Kopf an die Brust unseres lieben Herrn zu legen“. So kam es, dass sie von einer großen Hochzeit im Kloster träumte. Sie wurden als Vorhersage interpretiert, dass viele Schwestern sterben und mit dem Herrn vereint werden würden. So geschah es. Nach Aleid ter Poortens Tod am 19. Februar 1452 starben im selben Jahr neunzehn weitere Schwestern an der Pest, darunter auch ihre Schwester Geertruid.